# La mejor juventud
La mejor juventud (título original, en friulano: La meglio gioventù) es una película italiana de 2003 dirigida por Marco Tullio Giordana. En un principio se planeó como una miniserie en cuatro partes. Se presentó al Festival de Cannes de 2003 donde ganó el premio Un Certain Regard, Una Cierta Mirada.
Se proyectó en las salas italianas en dos partes de tres horas cada una, y se vendieron 230.000 entradas. La Rai Uno emitió la versión en cuatro partes, de noventa minutos cada una, en el 2003, y tuvo una audiencia media de seis millones y medio de espectadores.

## Sinopsis
La mejor juventud es una película que cuenta la historia de Italia, reconstruyendo la historia familiar de dos hermanos, Matteo y Nicola Carati, dos jóvenes que descubren que una paciente (Giorgia) de un psiquiátrico recibe descargas eléctricas. Los dos deciden posponer un viaje a Cabo Norte para sacarla de allí, pero la policía encuentra a la joven fugada. Matteo a partir de entonces necesitará vivir bajo reglas firmes que impidan que se cometan esos abusos mientras que Nicola intentará cambiar la Italia de entonces, transformando las normas de convivencia. De ahí que Matteo se convierta en policía y Nicola en un médico psiquiatra que denuncie las irregularidades cometidas por algunos centros mientras él en el suyo practica innovadoras técnicas de recuperación de los enfermos.

## Premios
Premios David de Donatello.
Ganadora
- Mejor película (2003)
- Mejor director.
- Mejor guion:Sandro Petraglia, Stefano Rulli
- Mejor montaje: Roberto Missiroli
- Mejor producción
- Mejor sonido: Fulgenzio Ceccon.

Candidata
- Mejor actor: Luigi Lo Cascio
- Mejor actriz de reparto: Jasmine Trinca
- Mejor actor de reparto: Fabrizio Gifuni
- Mejor diseño de producción

Festival de Cannes
- Ganadora del premio Una Cierta Mirada (2003)

Premios César
- Candidata al premio de Mejor Película de la Unión Europea (2004)

Academia de Cine Europeo
- Candidata a los premios de Mejor Actor (Luigi Lo Cascio), mejor director y mejor guion

## Taquilla
En la Unión Europea.
Otros países.

## Acontecimientos reflejados
- Inundaciones en Florencia en 1966.[6]
- La derrota de Italia frente a Corea del Norte en el Mundial de 1966.[7]
- El movimiento Psiquiatría democrática de Franco Basaglia.[8]
- El proceso de Manos Limpias, que dio a conocer el fenómeno de Tangentópolis, responsable de la caída de la así dicha Primera República Italiana.
- La matanza de Capaci, en la que perdieron la vida Giovanni Falcone, su mujer y los hombres de su escolta.

## Reparto
- Luigi Lo Cascio
- Alessio Boni
- Jasmine Trinca
- Adriana Asti
- Sonia Bergamasco
- Maya Sansa
- Fabrizio Gifuni
- Camilla Filippi
- Paolo Bonanni
- Valentina Carnelutti
- Claudio Gioè
- Riccardo Scamarcio
- Giovanni Scifoni
- Andrea Tidona
- Lidia Vitale